# Boris Magidow
Boris Iosifowicz Magidow (ros. Борис Иосифович Магидов, ur. 25 grudnia 1884 w Petersburgu, zm. 1972) – radziecki polityk, działacz partyjny i związkowy.

## Życiorys
Od 1905 działacz SDPRR, kilkakrotnie aresztowany, 1912 skazany na zesłanie do guberni archangielskiej, 1914 zwolniony. Od marca 1917 w SDPRR(b), od kwietnia 1917 przewodniczący Rady Basenu Doniecko-Krzyworoskiego, od grudnia 1917 do 1918 zastępca przewodniczącego Doniecko-Krzyworoskiego Komitetu Obwodowego SDPRR(b), od 14 lutego do maja 1918 ludowy komisarz pracy Republiki Doniecko-Krzyworoskiej. W 1918 szef Wydziału Politycznego 10 Armii, od 1919 ludowy komisarz pracy Ukraińskiej SRR, 1920 szef Wydziału Politycznego Donbasu, od marca 1920 do 1921 przewodniczący donieckiej gubernialnej rady związków zawodowych, 1921-1922 sekretarz odpowiedzialny Ługańskiego Powiatowego Komitetu KP(b)U. Od 22 sierpnia 1922 do października 1924 sekretarz odpowiedzialny połtawskiego gubernialnego komitetu KP(b)U, od 31 maja 1924 do 18 grudnia 1924 członek Centralnej Komisji Kontrolnej RKP(b), 1925-1926 sekretarz odpowiedzialny samarskiego gubernialnego komitetu WKP(b), od 31 grudnia 1925 do 2 grudnia 1927 członek Centralnej Komisji Rewizyjnej WKP(b). 1927-1929 instruktor KC WKP(b), 1930-1937 przewodniczący KC Związku Zawodowego Robotników Przemysłu Poligraficznego, od 13 lipca 1930 do 26 stycznia 1934 członek Centralnej Komisji Kontrolnej WKP(b), 1937-1939 przewodniczący KC Związku Pracowników Prasy.
W 1939 aresztowany, 1941 zwolniony, 1941-1948 kierownik wydziału Wszechzwiązkowej Centralnej Rady Związków Zawodowych, 1949-1955 pracownik Centralnego Archiwum tej rady, od 1956 na emeryturze. Odznaczony Orderem Czerwonego Sztandaru i dwoma Orderami Czerwonego Sztandaru Pracy.